# Troszanka
Troszanka (ukr. Трощанка, inne nazwy – ukr. Тростянка Trostianka, ukr. Зелений Zelenyj) – rzeka na Ukrainie, przepływająca przez rejon mościcki obwodu lwowskiego. Lewy dopływ Siecznej w dorzeczu Wisły.

## Opis
Długość rzeki 16 km, powierzchnia dorzecza 75 km². Terasa zalewowa miejscami podmokła. Na rzece zbudowano kilka stawów.

## Położenie
Źródła znajdują się na zachód od wsi Myślatycze. Rzeka płynie najpierw na wschód i północny wschód, potem na północ. W miejscowości Wolica skręca na północny wschód. Wpada w Styczną w miejscowości Hodynie (kilkaset metrów przed miejscem ujścia Stycznej do Wiszni).
Dopływy: Szum (lewy) oraz niewielkie potoki.
Osady wzdłuż rzeki (od źródeł do ujścia): Myszliatyci (ukr. Мишлятичі), Koniuszki, Trzcieniec, Bołyca (ukr. Волица), Hodyni (ukr. Годині).

## Źródła
- «Львівська область. Історико-природничі нариси з краєзнавства», s. 37; (Lwów, 1994)